# Агеев, Владимир Викторович
Владимир Викторович Агеев (14 октября 1958, Серпухов — 2 мая 2014, Москва) — российский театральный режиссёр, лауреат премии «Чайка» и фестиваля «Золотая маска» («Приз зрительских симпатий»).

## Биография и карьера
Родился в Серпухове, окончил МИИТ (механический факультет, специальность: Локомотивы и локомотивное хозяйство).
В 1993 году окончил ГИТИС (режиссёрский факультет), курс Анатолия Васильева.
В 1995 году организовал «Эпигон-театр».
За свою карьеру работал со многими театрами Москвы. Ставил спектакли в Пензе, Екатеринбурге, Новосибирске. Его постановки участвовали в театральных фестивалях: «Театральная площадь», «Киев-Травневий 2000», «Русские сезоны» (г. Бетюн, Франция), III Всемирная театральная олимпиада в Москве, V Международный фестиваль им. А.Чехова, II Международный фестиваль «Новая драма».
Спектакли режиссёра «Женщина с моря», «Madame de Satov» и «Торжество любви» — номинанты Национальной Театральной Премии «Золотая Маска». Спектакль «Пленные духи» завоевал две премии «Чайка» и стал лауреатом Фестиваля «Золотая Маска», получив «Приз зрительских симпатий».
Являлся членом Комиссии по драматургии в структуре Центрального аппарата СТД РФ.
Жил в Мытищах.
Театральный центр СТД РФ «На Страстном» 20 октября 2013 года организовал 12-часовой театральный марафон в поддержку Владимира Агеева, которому требовалась операция по пересадке костного мозга.
Скончался 2 мая 2014 года.
Похороны прошли 5 мая на Волковском кладбище города Мытищи.

## Творчество

### Режиссёр театра
- «Игра в классики» по роману Х. Кортасара
- «Месяц в деревне» И. С. Тургенева («Эпигон-театр» совместно с «Дебют-центром» ЦДА им. Яблочкиной)
- «Женщина с моря» Г.Ибсена (Пензенский драматический театр, 1999)
- «Вернисаж» В.Гавела (московский театр «Экслибрис»)
- «Moskausee» А. Вишневского (Театральный проект «Москва — открытый город», Центр драматургии и режиссуры п/р А. Казанцева и М. Рощина, 2000)
- «Торжество любви» П. Мариво (Екатеринбургский театр драмы, 2000)
- «Madam de Satov» Г. Ибсена (Государственный академический театр драмы «Красный факел», Новосибирск, 2001)
- «Маскарад» М. Ю. Лермонтова («Сатирикон», 2004)
- «Учитель ритмики» E. Садур (Театр на Малой Бронной)
- «Антигона» по мотивам пьес Ж. Ануя и Софокла (Московский драматический театр имени А. С. Пушкина, 2001)
- «Пленные духи» братьев Пресняковых (Центр драматургии и режиссуры п/р А. Казанцева и М. Рощина, 2003)
- «Минетти» Т. Бернхарда (Центр драматургии и режиссуры п/р А.Казанцева и М.Рощина)
- Москва — Открытый Город (Центр драматургии и режиссуры п/р А.Казанцева и М.Рощина)
- Песни сундука (Центр драматургии и режиссуры п/р А.Казанцева и М.Рощина)
- Пойдём, нас ждёт машина… (Центр драматургии и режиссуры п/р А.Казанцева и М.Рощина)
- Полуденный раздел (Центр драматургии и режиссуры п/р А.Казанцева и М.Рощина)
- «Мален» М.Метерлинка («Современник»)
- «Полет чёрной ласточки, или Эпизоды истории под углом 40 градусов» Инга Гаручава, Пётр Хотяновский (Современник)
- «Орнитология» А. Строганова (Другой Театр)
- «Ближе» Патрик Марбер (Другой Театр)
- «Санта-Круз» Макс Фриш (Другой Театр)
- «До тебя я не знала, что можно испытывать такую страсть к незнакомому мужчине…» Маргерит Дюрас (Другой Театр)
- 2003 — «Любовь к английской мяте»[2] по пьесе Маргерит Дюрас «Английская мята» (Независимый театральный проект)
- «Девушка и революционер» Игорь Симонов (Театр «Практика»)
- «Коммуниканты» Денис Ретров (Театр «Практика»)
- «Жара» Наталия Мошина (Театр «Практика»)
- «Солнцеликий» (Кабала Святош) М. Булгакова (театр «ФЭСТ»), 2004 г.
- «Учитель ритмики» E. Садур
- «Старомодная комедия» А. Арбузова
- «Бред реформаторства — Хаммаххма Хама» Александр Чугунов (Театральный дом «Ойкумена»)
- «Серсо» Виктор Славкин (Другой Театр)
- «Чуть-чуть о женщине» Эдвард Радзинский (Другой Театр)
- «Жара» (Театра Практика)
- 2008 — «Саломея» Оскара Уайльда (Театр «Модернъ»)
- 2012 — «Пляски» А. Стриндберга (Театр «Модернъ»)

## Награды
- 1996 — спец-приз жюри фестиваля «Эра милосердия» за режиссёрский эксперимент, приз за лучшую мужскую и лучшую женскую роль (спектакль «Игра в классики»);
- 2003 — приз за лучшую женскую и лучшую мужскую роль на II Международном фестивале «Новая драма» (спектакль «Пленные духи»).